# Géranium d’Endress
Geranium endressii
Espèce
Classification phylogénétique
Le géranium d'Endress  (Geranium endressii) est une plante herbacée de la famille des géraniacées. C'est un  géranium endémique des Pyrénées.